# Poa sellowii
Poa sellowii là một loài cỏ trong họ hòa thảo, thuộc chi poa.